# Загзы
Загзы — деревня в Варнавинском районе Нижегородской области. Входит в состав Михаленинского сельсовета.

## Этимология
Название деревни происходит от традиционного марийского имени Саксай.

## География
Деревня находится на берегу реки Лубянка (приток реки Ветлуга), около автодороги К13, на расстоянии 9 км к северо-западу от посёлка городского типа Варнавино, административного центра района, и 138 км к северо-востоку от города Нижний Новгород, административного центра области. Абсолютная высота — 111 м над уровнем моря.

### Часовой пояс
Деревня Загзы, как и вся Нижегородская область, находится в часовой зоне МСК (московское время). Смещение применяемого времени относительно UTC составляет +3:00.

## История
Первые упоминания о деревне относятся к XVIII веку. В конце XIX века деревня стала государственной.

## Население
| 1999 | 2002 | 2010 |
| ---- | ---- | ---- |
| 13   | ↗15  | ↘6   |

2010

## Известные уроженцы
- Балдин, Михаил Алексеевич (1918—1994) — советский и российский историк и краевед, автор многих книг по истории Поветлужья.